# 科斯明·帕斯卡里
科斯明·帕斯卡里（羅馬尼亞語：Cosmin Pascari，1998年5月12日—），罗马尼亚男子赛艇运动员。他曾代表罗马尼亚参加2020年夏季奥林匹克运动会赛艇比赛，获得男子四人单桨无舵手银牌。